# Trongisvágsfjørður
El Trongisvágsfjørður, pronunciat [ˈtɹɔnʤɪsvɔksˌfjøːɹʊr] en feroès, és un fiord de l'illa de Suðuroy, a les illes Fèroe. Té una longitud aproximada de 7 km i una orientació nord-oest sud-est. Es troba tot ell dins dels límits municipals de Tvøroyri. Hi ha cinc pobles a les seves ribes: Froðba i Tvøroyri a la riba nord, Øravík i Ørðavíkarlíð a la riba sud i Trongisvágur al fons del fiord. Ensems el 2019 aquests pobles tenien un total de 1715 habitants.
Hi ha tres illots dins del fiord, tots ells enfront de la riba sud. El més gran es diu Tjaldavíkshólmur, fa 7,5 hectàrees. Amb això és el cinquè en superfície de tot l'arxipèlag i té es seu punt més alt a 30 metres d'alçada.
El port per a transbordadors anomenat Krambatangi es troba al costat sud del fiord, entre Trongisvágur i Øravík. Aquest port era a Drelnes fins al 2005, quan va entrar en servei el nou ferri Smyril, que va requerir la construcció d'un nou port. Drelnes es troba a uns centenars de metres més a l'est que Krambatangi, al mateix fiord. Fins aquí hi arriba el ferri de la línia 7 que connecta el port amb Tórshavn fins a 3 cops al dia, tots els dies de la setmana.